# Fosfolambano
O fosfolambano, também conhecido como PLN ou PLB, é uma proteína que, em humanos, é codificada pelo gene PLN.  O fosfolambano é uma proteína integral de membrana com 52 amino ácidos que participa da regulação de bombas de Ca2+ em células musculares cardíacas e esqueléticas.

## Função
Essa proteína é encontrada na forma de pentâmero e é um dos principais substratos da proteína cinase dependente de AMP cíclico (PKA) no músculo cardíaco. A proteína é um inibidor da Ca++-ATPase do músculo cardíaco (do inglês "sarcoplasmic reticulum Ca++-ATPase", SERCA) quando desfosforilada, mas essa inibição é desmanchada quando o PLB é fosforilado. A ativação subsequente da bomba de Ca++ leva a intervalos menores entre contrações, contribuindo para a resposta lusitrópica gerada por agonistas beta. A proteína é, consequentemente, um fator de regulação chave do funcionamento cardíaco diastólico. Mutações no gene responsável por essa proteína são uma causa de uma forma hereditária de cardiomiopatia dilatada com insuficiência cardíaca congestiva refratária.
Quando o PLB é fosforilado pela PKA, sua habilidade de inibir a  Ca++-ATPase do músculo cardíaco (SERCA) é perdida. Sendo assim, ativadores da PKA como o agonista beta epinefrina (liberada por estimulação simpática, pode melhorar a taxa de relamento do músculo cardíaco (lusitropia). Além disso, visto que SERCA está mais ativado, o próximo potencial de ação irá causar uma liberação maior de cálcio, levando a maior contração (efeito inotrópico positivo). O efeito geral do fosfolambano não-fosforilado é, então, de diminuir a contratilidade cardíaca e a taxa de relaxamento muscular, diminuindo assim, respectivamente, o volume sistólico e a frequência cardíaca.

## História
O fosfolambano foi descoberto por Arnold Martin Katz e colaboradores em 1974.

## Interações
Já foi demonstrado que o PLB é capaz de interagir com SLN eATP2A1.